# Mechthild von Andechs

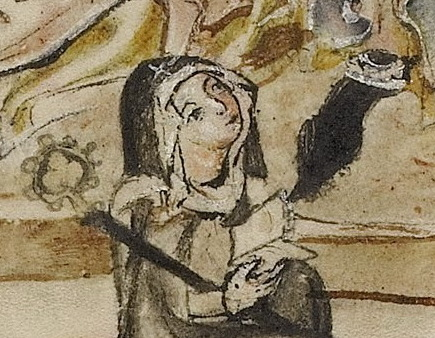
Mechthild aus einer Handschrift von 1353

Mechthild von Andechs (* um 1180/1190; † 1. Dezember 1254) war von 1214 bis zu ihrem Tod Äbtissin des Benediktinerinnenklosters Kitzingen, wo sie später als Selige verehrt wurde. Sie war die Schwester der heiligen Hedwig und über eine weitere Schwester auch Tante der heiligen Elisabeth von Thüringen. Als jüngstes Kind der Familie hatte sie allein mit ihrem Bruder Ekbert ein enges Verhältnis.

## Leben

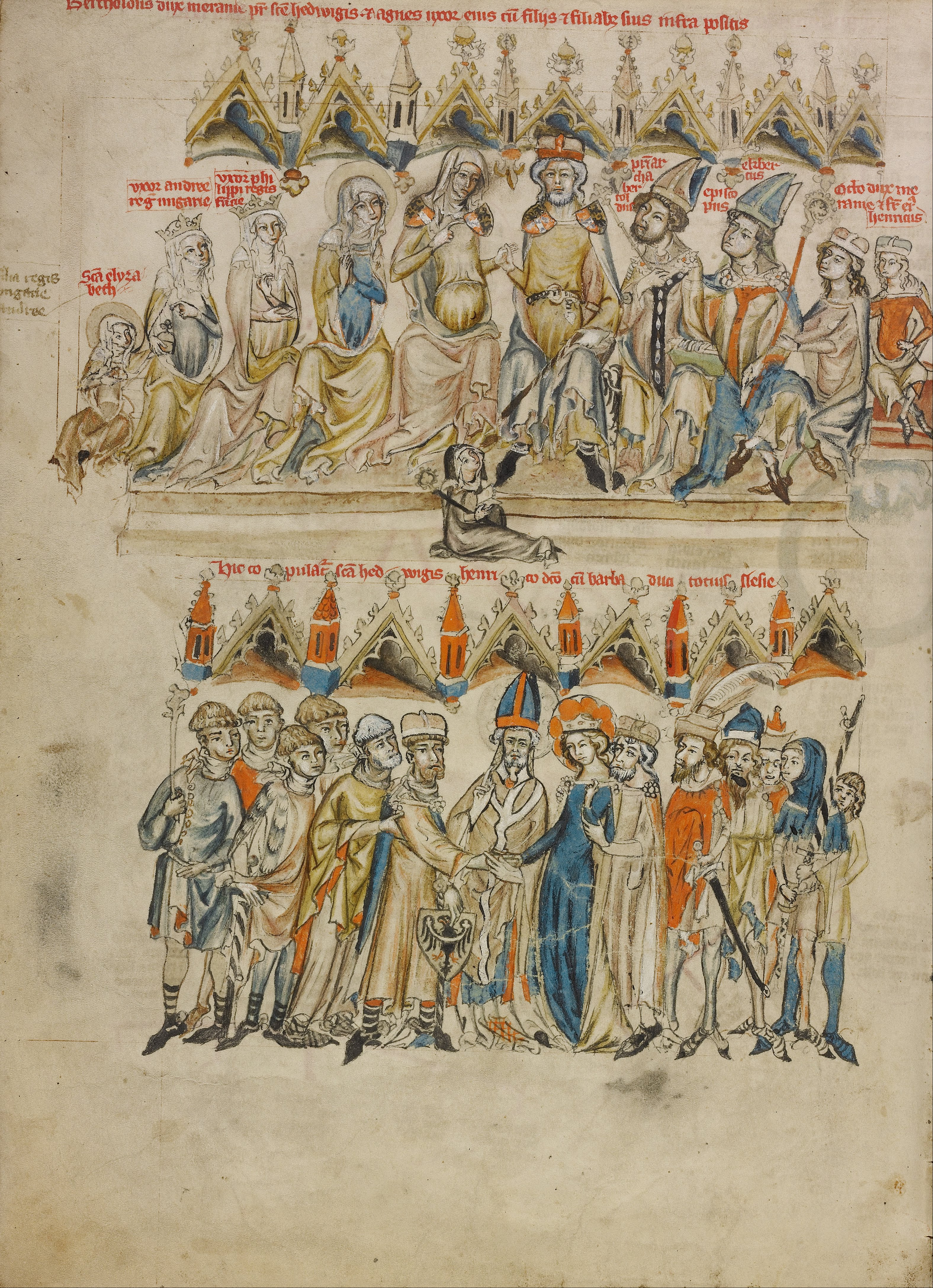
Oben: Die Familie des Berthold IV. von Andechs, Mechthild sitzt mit Äbtissinnenstab zu Füßen ihrer Eltern; unten: Hochzeit der heiligen Hedwig (Handschrift des 14. Jahrhunderts)

### Frühe Jahre
Mechthild von Andechs wurde als jüngste Tochter des Herzogs Berthold IV. von Andechs und der Agnes von Rochlitz geboren. Ihr genaues Geburtsdatum ist nicht bekannt. Die Familie gehörte dem Uradel an und war mit den Königsgeschlechtern Europas verbunden. Von ihren acht Geschwistern stiegen die älteren Schwestern Agnes und Gertrud durch Hochzeit zu Königinnen von Frankreich bzw. Ungarn auf. Die Brüder gehörten zur politischen Elite ihrer Zeit, Ekbert wurde zum Bischof von Bamberg gewählt. Während die älteren Schwestern mit bedeutenden Adeligen verheiratet wurden, waren die jüngsten Schwestern Hedwig und Mechthild wohl früh für eine Laufbahn im Kloster vorgesehen. Mechthild erhielt unter anderem eine Unterweisung in der Heiligen Schrift.
Zunächst schickte man sie, wohl über die Verbindungen des älteren Bruders Otto VII. von Meranien bzw. ihres Onkels Otto II. von Bamberg, in das Zisterzienserinnenkloster St. Theodor nach Bamberg. In den Quellen ist die Bamberger Zeit mit nur einer Erwähnung greifbar. Die Verbindungen mit Kitzingen wurden ebenfalls über familiäre Kontakte hergestellt: Mechthilds später heiliggesprochene Schwester Hedwig wurde dort erzogen. Mechthild ist dagegen erstmals im Jahr ihrer Wahl zur Äbtissin in Kitzingen nachgewiesen.
Zu Beginn ihrer Zeit als Äbtissin hatte sie mit Widerstand zu kämpfen. Der Würzburger Bischof Otto I. von Lobdeburg verweigerte ihr die Bestätigung mit der Begründung, dass es nicht möglich sei, von der strengeren Zisterzienserinnen-Regel zu der leichteren Benediktiner-Regel überzugehen. Dies geht aus einem Schreiben des Papstes Innozenz III. vom 2. September 1214 hervor, in dem er dem Bischof von Regensburg auftrug, eine Untersuchung der Wahl der Nonne „M“ von St. Theodor zur Äbtissin von Kitzingen vorzunehmen, die der „Bischof von Wirzburg nicht bestätigen gewollt“. Am 20. Mai 1215 wurde Mechthild in einer Urkunde immer noch „electa“ (Gewählte) genannt, in der ihr Bruder Ekbert bezeugte und genehmigte, dass die „gewählte Ordensschwester Machd. von Kitzingen“ (lat. soror sua Machd. electa de Kitzingen) einen Vertrag mit Elardus (Eilhard) geschlossen hat. Dass sie dann wohl im Amt als Äbtissin bestätigt wurde, zeigt eine Urkunde des Bischofs Hermann von Wirzburg vom 1. Januar 1245, die sie als „abbatissa Methilde, natione de Diezen, matertera beatae Elyzabeth“ (Äbtissin Mechthild, gebürtig aus Dießen, Tante der seligen Elisabeth) für ihr Kloster Kitzingen bestätigte. Die Ernennung zur Äbtissin erfolgte wohl im Einvernehmen und mit Unterstützung ihres Bruders Ekbert, dem Bischof von Bamberg.

### Der Fall Elisabeth
Dass die Äbtissin und ihr Bruder Ekbert eng miteinander verbunden waren und familienbewusst zu handeln verstanden, zeigte vor allem der Fall ihrer Nichte Elisabeth, einer Tochter ihrer Schwester Gertrud. Als Elisabeth durch den frühen Tod ihres Ehemanns Ludwig IV. von Thüringen in eine missliche Lage geriet, nahm sich vor allem die einflussreiche Familie mütterlicherseits ihrer an. Im Jahr 1228 reiste die Äbtissin Mechthild im Auftrag ihres Bruders Bischof Ekbert nach Thüringen und brachte ihre Nichte und deren gesamtes Gefolge zunächst nach Kitzingen, ohne Rücksicht auf deren Bindungen an Konrad von Marburg zu nehmen. Elisabeths Tochter Sophie, die spätere Herzogin von Brabant, blieb in Kitzingen und wurde von Mechthild im Kloster erzogen, während Elisabeth selbst gegen ihren Willen auf die Burg Pottenstein ihres Onkels Bischof Ekbert verbracht wurde, mit der Absicht, die junge Witwe bald wieder zu verheiraten. Doch Elisabeth verweigerte sich einer neuen Ehe, die ihrem Keuschheitsgelübde widersprach, und drohte sich die Nase abzuschneiden, um hässlich zu sein. Kurze Zeit später nutzte Elisabeth die Rückführung der Gebeine ihres Gatten aus Otranto (Italien), um nach Thüringen zurückzukehren.

### Späte Jahre
Mechthild gelang es, den Besitz der Abtei zu mehren. So verlieh ihr 1227 Papst Honorius III. das Patronat über die Pfarrei Iphofen. 1227 wurde das Kloster durch Kaiser Heinrich, 1235 durch Friedrich II. und Papst Gregor IX. und 1254 durch Papst Innozenz IV. unter den Schutz des Reiches gestellt. Die Vogtei wurde den Nürnberger Burggrafen bestätigt, wobei zeitweise auch Mechthilds Bruder Otto die Schirmvogtei innehatte. 1246 schenkte Mechthild den Würzburger Johannitern den Hof in Biebelried, der den Herren von Dettelbach gehört hatte. Im Jahr 1250 gelangte das Kloster zum Erbe der 1368 erloschenen Familie von Wildberg.
Nach dem Tod ihrer Nichte Elisabeth 1231 setzte deren Verehrung schnell ein und Mechthild förderte sie. In der Nähe des Kirchenportals ließ die Äbtissin im Jahr 1254 eine Kapelle für die heilige Elisabeth errichten. Als ersten Vikar setzte sie ihren Neffen Heinrich von Meran ein, wahrscheinlich ein Sohn ihres geächteten Bruders Heinrich. Kurz vor ihrem Tod stiftete sie ihrem Bruder Otto in der Bamberger Marienkirche ein ewiges Licht. In ihrem Testament vermachte sie den Klosterhof in Oberhaid dem dortigen Marienkloster.
Mechthild, die sich ihrem Bruder Ekbert auch als Äbtissin von Kitzingen verbunden fühlte, stiftete als ehemalige Nonne dem Kloster St. Theodor in Bamberg einige Güter, wie aus der Urkunde vom 8. November 1246 hervorgeht. Sie sorgte sich auch um das Gedenken ihres 1237 verstorbenen Bruders Ekbert. Er war der zentrale Punkt in der Geschwisterbeziehung gewesen. Nach seinem Tod blieben von den acht Geschwistern nur noch Mechthild und Berthold übrig, der im Jahr 1251 starb; es gibt keine Zeugnisse, dass sie bis zu ihrem Tod jemals Kontakt zueinander aufgenommen hätten. Mechthild starb unverheiratet am 1. Dezember 1254, mit ihr erlosch das Geschlecht der Andechs-Meranier.

## Bildliche Darstellung

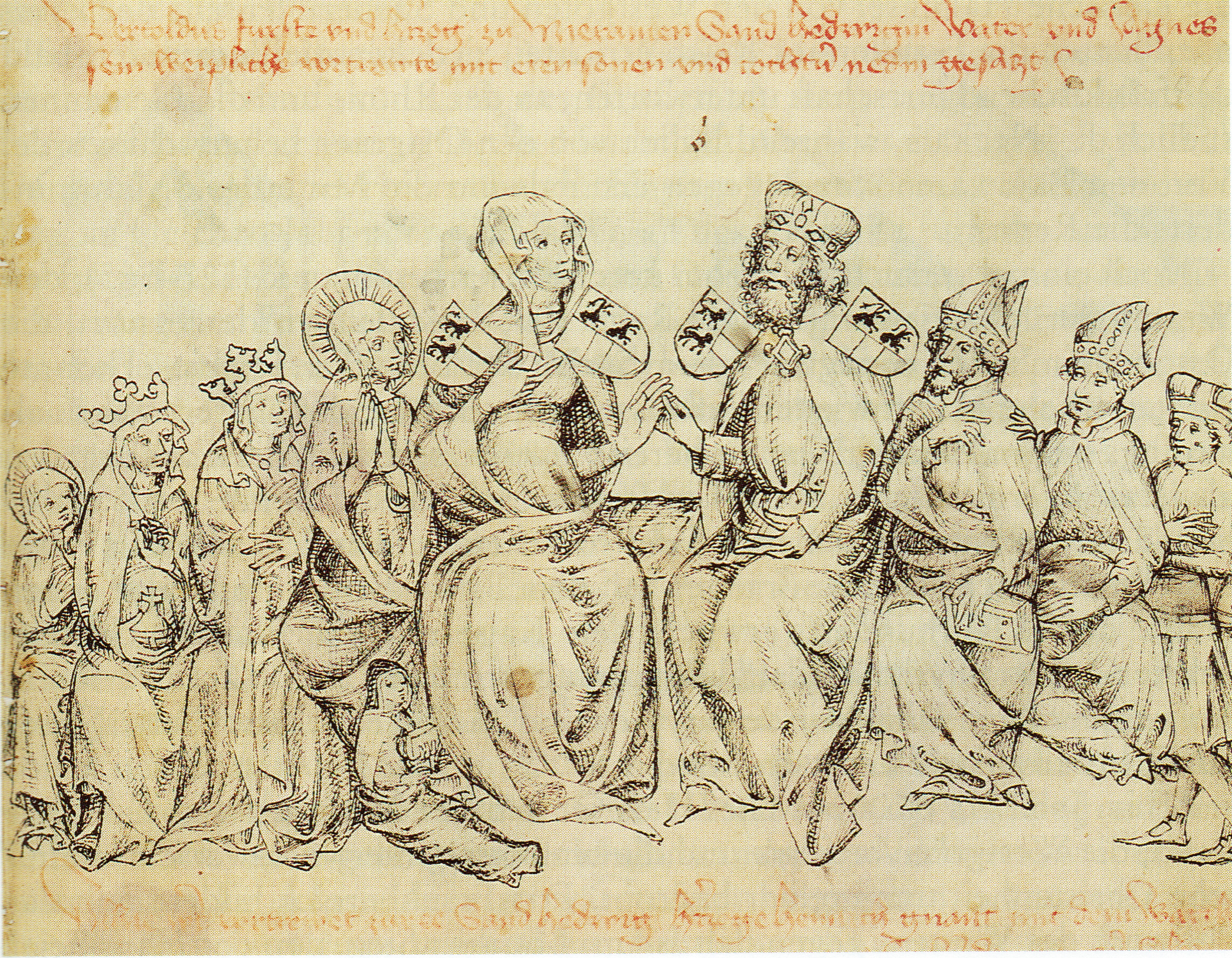
Mechthild sitzt zu Füßen ihrer Familie, während ihre Nichte Elisabeth (mit Heiligenschein links außen) ihr im Rang höher gestellt ist (Hornig-Kodex)

Der hohe Rang und die internationalen Beziehungen der Familie Andechs-Meranien wurden um 1353 im sogenannten Lübener Kodex (auch Schlackenwerther Codex) in Miniaturen festgehalten. Berthold IV. und seine Frau Agnes von Rochlitz sind inmitten ihrer Kinder dargestellt, die von innen nach außen ihrem jeweiligen Rang entsprechend abgebildet sind, nur Mechthild sitzt zu Füßen der Eltern, ihre Figur ist um ein Vielfaches kleiner als die anderen. In dem Erinnerungsbild an die Hochzeit ihrer Schwester Hedwig erscheint Mechthild als Äbtissin von Kitzingen, gekennzeichnet durch schwarzen Schleier und Abtsstab. Auch der in Breslau entstandene Hornig-Kodex von 1451 zeigt in einer Reproduktion des Bildes Mechthild im Nonnenhabit wiederum dem Range nach am niedrigsten zu Füßen ihrer Familie sitzend.